# Léger Marie Deschamps
Pour les articles homonymes, voir Deschamps.

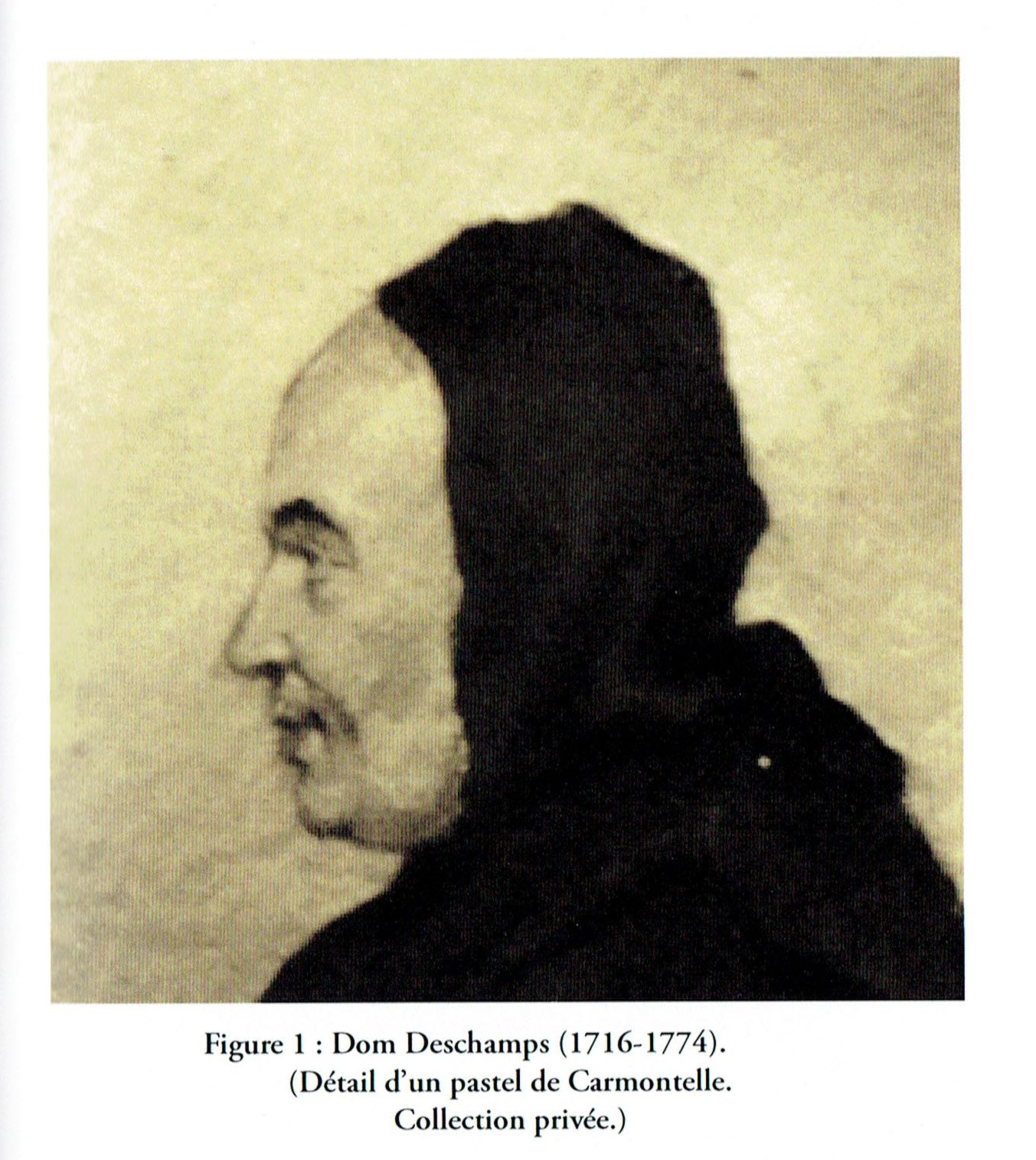
Pastel possible de Deschamps.

Léger Marie Deschamps, connu sous son nom bénédictin de Dom Deschamps, né à Rennes le 10 janvier 1716 et mort à Montreuil-Bellay le 19 avril 1774, est un utopiste et philosophe (métaphysicien) français.

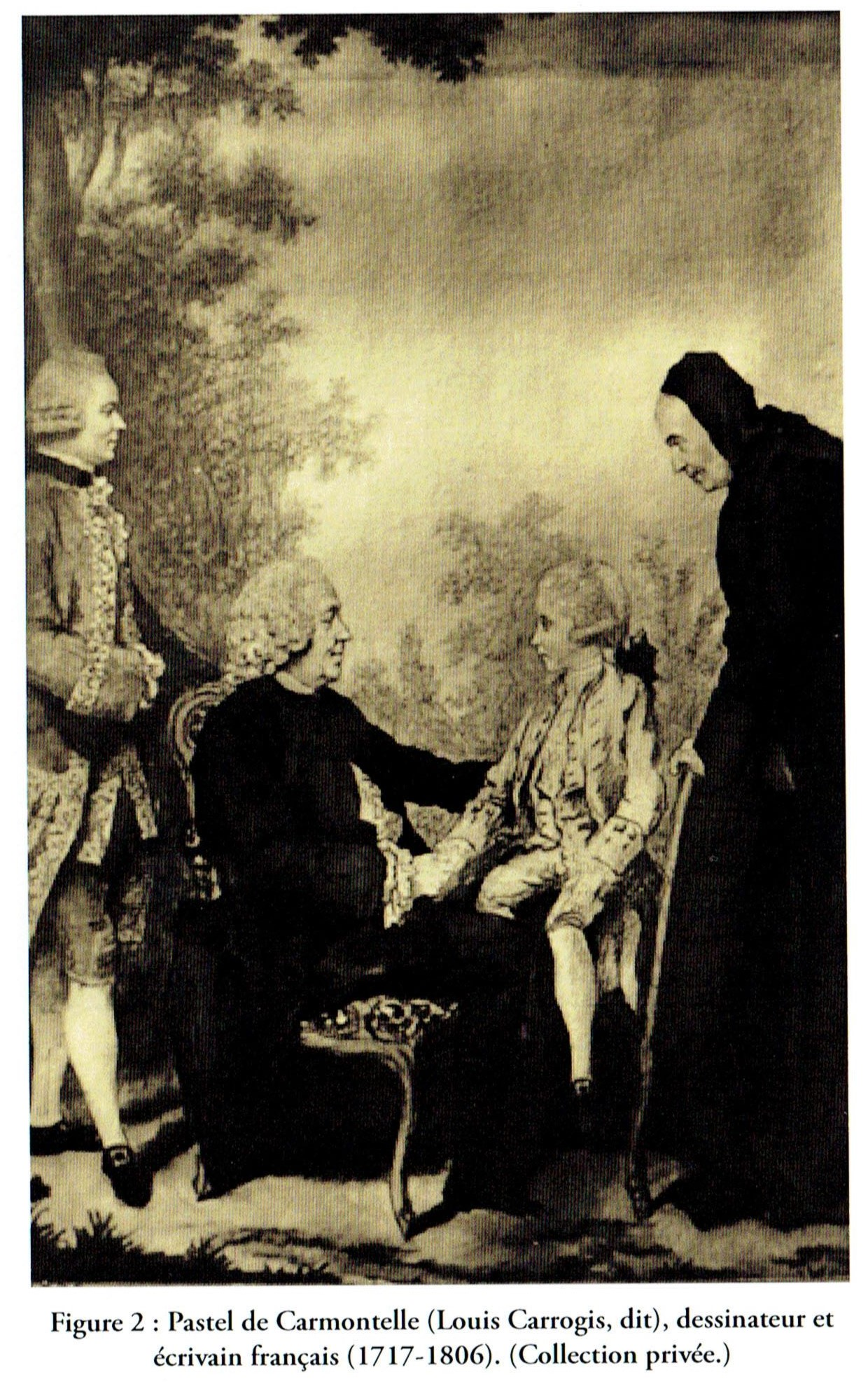
Portrait général

## Aperçu biographique
Inconnu du public de son vivant — il n'a publié que deux opuscules polémiques anonymes, les Lettres sur l'esprit du siècle en 1769 et la Voix de la Raison contre la raison du temps en 1770 —, il a eu grâce à la protection du marquis de Voyer des échanges épistolaires avec Rousseau, Helvétius, d'Alembert, Diderot – qui le nommera « moine athée » –, Voltaire, qui se sont tous effrayés des conséquences sociales et morales de son système, ou, comme Voltaire et d'Alembert, se sont d'emblée refusés à sa spéculation métaphysique.

« Qu'on exhume Dom Deschamps, et le XVIIIe siècle change de face, »

 écrivait Yvon Belaval.
Le Vrai système, copié par l'un de ses disciples du nom de Dom Mazet, a été en partie redécouvert à la bibliothèque de Poitiers en 1862 par un professeur de la faculté des lettres de Poitiers, Émile Beaussire, qui a vu dans l'auteur des manuscrits un précurseur ou un « antécédent » français de Hegel en ceci que sa philosophie est fondée sur une logique des contraires, de type dialectique, dans laquelle le négatif est crucial dans la compréhension de la totalité.Cette première redécouverte a eu d'importantes répercussions en Allemagne, en Pologne, en Russie et surtout en Italie. Un second mouvement de découverte est advenu au début du XXe siècle grâce à Elena Zajceva. Cette dernière a sorti de l'oubli une liasse de 47 grandes feuilles non reliées portant les appellations nominales 1er, 2e, 4e et 5e cahier. Le manuscrit découvert par Elena Sajceva a été relié plus tard au cours du siècle (le moment est inconnu), dans le format actuel de la bibliothèque de Poitiers.
Une troisième redécouverte est survenue autour du bicentenaire de sa mort en 1974 (redécouverte due en partie à Jacques D'Hondt). Cette découverte a permis que les œuvres philosophiques de Deschamps soient finalement éditées en France en 1993 par Bernard Delhaume après un long travail d'établissement et de recoupement des divers manuscrits découverts entretemps. Sa correspondance a été publiée, toujours par Delhaume, en 2006.

### Primaire
- Émile Beaussire, Antécédent de l’hégélianisme dans la philosophie française : Dom Deschamps, son système et son école d’après un manuscrit et des correspondances inédites du XVIIIe siècle, Paris, G. Baillière, 1863.
- Bernard Delhaume, Léger-marie Deschamps : Correspondance générale, Paris, Honoré Champion, 2006.
- Bernard Delhaume, Léger-Marie Deschamps : œuvres philosophiques, Paris, Librairie philosophique J. Vrin, 2 t., 1993.
- Dom Deschamps, Observations morales, Texte établi par Marie-Claude Paquet, Liège, Faculté de philosophie et Lettres, 1979, 66 p., présentation en ligne (consulté le 03-09-2019).
- Jean Thomas et Franco Venturi, Le vrai système ou le mot de l’énigme métaphysique et morale, Paris, Librairie Droz, 1939.

### Secondaire
- Eleonora Alfano, Riflessioni metafisiche sulle idee di Dio e l’esistenza del Nulla, Université de Tor Vergata, Rome, 2018.
- Eleonora Alfano, « Dom Deschamps et les lectures communistes de sa métaphysique en Italie », communication présentée au Collège international de Philosophie dans le cadre du séminaire Du cri métaphysique de Dom Deschamps à la société communiste (II) organisé par Annie Ibrahim, 9 juin 2016.
- Bronislaw Baczko, « Le Mot De L'énigme Métaphysique Ou Dom Deschamps », Cahiers Vilfredo Pareto, vol. 6, n°15, 1968, p. 5-49
- Bronislaw Baczko, « Les discours et les messages de Dom Deschamps », Dix-Huitième Siècle, n°5, 1973, p. 250-270, présentation en ligne (consulté le 05-04-2017).
- Bronislaw Baczko, Lumières de l’utopie, Paris, Payot, 1978.
- Baczko, Bronislaw et collab. « Dom Deschamps et sa métaphysique : religions et contestations au XVIIIe siècle », D’Hondt, Jacques (dir.), Paris, PUF, 1974.
- Georges Barthel, « Dom Deschamps et la fin du politique », Dix-Huitième Siècle, vol. 9, no 91, 1977, p. 329-342, présentation en ligne (consulté le 04-04-2017).
- George Barthel, « Dom Deschamps et le politique », Dom Deschamps et sa métaphysique : religions et contestations au XVIIIe siècle, Jacques D’Hondt (dir.),Paris, PUF, 1974, p. 147-168.
- George Barthel, Dom Deschamps : Métaphysique et politique, Thèse de Doctorat, Université Paris-Sorbonne (Paris IV), 1984.
- Michel Bastien, « Dom Deschamps et Spinoza », dans Robinet André (dir.), Recherches sur le XVIIe siècle, Communication de l’année 1974-1975, Paris, CNRS, 1976, p. 111-124.
- Yvon Belaval, « Préface », Histoire de la philosophie, Paris, Gallimard (Pléiade), t. 2, 1973, préface.
- Gisèle Berkman, « Les Styles de la vérité : Pour une étude de la correspondance entre Rousseau et Dom Deschamps, 1761-1762 », Annales de la société Jean-Jacques Rousseau, Genève, Droz, vol. 47, 2007, p. 149-167.
- Jean-Claude Bourdin, « Le Lieu de l’utopie chez Dom Deschamps », dans Ibrahim Annie (dir.), Utopies noires, utopies roses : politiques au temps des Lumières, Harmattan, 2016, p. 117-143.
- Bernard Delhaume, « Qui était Dom Deschamps? Aperçus sur sa vie et sa philosophie », La philosophie à demeure : Les Ormes-Paris, XVIIIe – XXIe siècle (Journée d’histoire et de philosophie Annales 2015), Châtellerault, Narratif, 2016, p. 17-52.
- Sophie Delhaume, « Dom Deschamps (1716-1774) et la marquise de Voyer (1734-1783), une relation philosophique au siècle des lumières », La philosophie à demeure : Les Ormes-Paris, XVIIIe – XXIe siècle (Journée d’histoire et de philosophie Annales 2015), Châtellerault, Narratif, 2016, p. 71-91.
- Michel Denis, Dom Deschamps (1716-1774), soutenu à l’institut catholique de Paris, 1969, 62 p.L’ouvrage manque malheureusement d’information supplémentaire pour l’identifier. Celles-ci furent probablement perdues lors du reliage[Quoi ?] (selon la bibliothécaire). C’est d’ailleurs dû au manque d’information que nous assumons[Quoi ?] qu’il fut soutenu dans cette institution. La cote de l’ouvrage à l’ICP est le 9099STBS2.
- Jacques D’Hondt, « La fortune de Deschamps, la filière russe », dans Puisais, Éric (dir.), Léger-Marie Deschamps, Un philosophe entre lumières et oubli, le mesnil sur l'Estrée, L’Harmattan, 2001, p. 135-155.
- Annie Ibrahim, « Dom Deschamps, bénédictin athée, matérialiste et communiste », dans Duflos Colas (dir.), Lumières, matérialisme et morale, Paris, Publication de la Sorbonnes, 2016, p. 137-153.
- Benoit Malon, « Dom Deschamps, Bénédiction novateur du XVIIIe siècle », La revue socialiste, Paris, t. 8, 1888, p. 256-266.
- Benoit Malon, « Dom Deschamps un bénédictin novateur du XVIIIe siècle. Précurseur de l’Hégélianisme, du transformisme et du communisme anarchiste », La revue socialiste, no 8, 1888, p. 256-266.
- Pierre Méthais, Dom Deschamps, métaphysique et révolution, Thèse de doctorat présentée à l’université de Poitiers, 4 vol., 1989.
- Pierre Méthais, Léger-Marie Deschamps; Vie, Œuvre, Destin posthume, Paris, Delhaume Bernard (éd.), Honoré Champion Éditeur, 2016.
- Pierre Méthais, « Montreuil-Bellay. Paris. Les Ormes », dans Jacques D’Hondt (dir.), Dom Deschamps et sa métaphysique : religions et contestations au XVIIIe siècle, Paris, PUF, 1974, p. 25-83.
- Poršnev, Boris Fedorovitch. « Meslier, Morelly, Deschamps », Au siècle des lumières, Paris, École pratique et Académie des sciences de l’URSS, Sevpen, 1970, p. 233-248.
- Éric Puisais, « Dans l’ombre des Voyant : la (non)-circulation des idées de Dom Deschamps », dans Moreau, Isabelle (dir.), Les Lumières en mouvement: la circulation des idées au XVIIIe siècle, ENS, vol. 1, 2009, p. 89-100.
- Éric Puisais, Dom Deschamps; l’autre face des lumières, Paris, L’Harmattan, 2018.
- Éric Puisais, « Dom Deschamps : métaphysique de la communauté et réalisation de l'individu », Dix-Huitième Siècle, vol. 41, n°1, 2009, p. 189-190, présentation en ligne (consulté 03-20-2017).
- Éric Puisais, « Dom Deschamps, métaphysique et révolution », dans Olivier Bloch (dir.), L’idée de révolution : quelle place lui faire au XXIe siècle ?, Paris : Éditions de la Sorbonne, 2009, p. 97-107.
- Éric Puisais, « Dom Deschamps utopiste ? », dans Hatzenberger, Antoine (dir.), Utopies des lumières, Lyon, 2010, p. 141-150.
- Éric Puisais, Léger-Marie Deschamps, Un philosophe entre lumières et oubli, le Mesnil sur l'Estrée, L’Harmattan, 2001.
- Éric Puisais, « Le passager clandestin de l’histoire de la philosophie », Antony McKenna et collab. La lettre clandestine, Paris, Presses universitaires Paris-Sorbonne, n 11, 2002, p. 35-46.
- Charles Rihs, « Les utopistes communautaires et révolutionnaires : Deschamps », Les philosophes utopistes; le mythe de la cité communautaire en France au XVIIIe siècle, Paris, Marcel Rivière et Cie, 1970.
- André Robinet, Dom Deschamps : Le maître des maîtres du soupçon, Mayenne, Bibliothèque d’histoire de la philosophie, seconde édition, 1994.
- André Robinet, « Modèles et moyens dans l’utopie métaphysique de Deschamps », dans Bescond, Lucien et collab. Modèles et moyens de la réflexion politique au XVIIIe siècle, Utopie et voyages imaginaire : Actes du colloque international des lumières, Université de Lille, 16-19 octobre 1973, Paris, 1978, p. 401-411.
- André Robinet, « Place de la polémique Maupertuis- Diderot dans l’œuvre de dom Deschamps », Actes de la Journée Maupertuis, Paris, Vrin, 1975, p. 33-45.
- Herman Schurmans, « Dom Deschamps Een vrijdenker in de branding van de Siècle des Lumières », Dialoog, Antwerpen, vol. 8, no 5-6, 1968).
- Herman Schurmans, « L’espérance chez Dom Deschamps, entre Spinoza et Hegel », dans D’Hondt Jacques (dir.), Dom Deschamps et sa métaphysique : religions et contestations au XVIIIe siècle, Paris, PUF, 1974, p. 169-183.
- Sisinno, Antonio Giuseppe, Lumières des pensées; Dom Deschamps E Pascal, Lucca, Maria pacinifazzi editore, 1995.
- Anthony Strugnell, « style et anti-style dans l’œuvre de Dom Deschamps », Dix-Huitième Siècle, no 9, 1977, p. 317-327.
- Jean Tarrade, « L’époque de Dom Deschamps : la France au milieu du dix-huitième siècle », dans Jacques d’Hondt (dir.), Dom Deschamps et sa métaphysique : religions et contestations au XVIIIe siècle, Paris, PUF, 1974, p. 19-27.
- Alexis Tétreault, Dédoublement du plan argumentatif chez Léger-Marie Deschamps ; Réponse à la crise de l’ennui au XVIIIe siècle en France, Université d'Ottawa, 2019
- Francesco Toto, « Dom Deschamps et les mœurs », Entre nature et histoire : Mœurs et coutumes dans la philosophie moderne, Francesco Toto, Laetitia Simonetta, Giorgio Bottini (dir.), Paris, Garnier, 2017, p. 237-271.
- Volguine, Viatcheslav Petrovitch. « Le vrai système de Dom Deschamps », La Pensée : revue rationaliste moderne, Paris, t. 5, 1958, p. 79-88.
- Jean Wahl, « Cours sur l’athéisme éclairé de dom Deschamps », Studies on Voltaire and the Eighteenth Century, Genève, vol. 52, 1967.
- Jean Wahl, « Lettres et fragments inédits de Dom Deschamps et de quelques correspondants », Revue de métaphysique et de morale, vol. 69, no 3, 1964, p. 237–257.
- Jean Wahl, « Dom Deschamps et Diderot », Revue de métaphysique et de morale, vol. 75, no 1, 1970, p. 47-49.